# آرتور ایوانز (بازیکن فوتبال، زاده ۱۹۳۳)
آرتور ایوانز (انگلیسی: Arthur Evans؛ زادهٔ ۱ ژانویهٔ ۱۹۳۳) بازیکن فوتبال است.